# Пекин-Шанхайская высокоскоростная железная дорога
Пекин — Шанхайская высокоскоростная железная дорога (кит. трад. 京沪高速铁路, пиньинь JīngHù GāoSù TiěLù (ЦзинХу ГаоСу ТеЛу), дословный перевод — Пекин—Шанхайская высокоскоростная железная дорога) — линия высокоскоростного наземного транспорта, длина которой составляет 1318 километров (819 миль). Линия связывает две главные экономические зоны в Китайской Народной Республике: Бохайский залив и дельту Янцзы. Строительство линии началось 18 апреля 2008 года и было окончено 15 ноября 2010 года, официальное открытие линии состоялось 30 июня 2011 года.
При прокладке железнодорожного пути было задействовано 135 тыс. рабочих. Линия проходит через 21 город параллельно старой обычной железнодорожной линии Пекин — Шанхай. На линии производится двустороннее движение поездов в оба конца.
Данная линия является первой, максимальная скорость движения поездов по которой составит 380 км/ч. Будучи введённой в эксплуатацию железнодорожная линия стала самой высокоскоростной в мире, до неё этот статус имела линия скоростная железная дорога Ухань—Гуанчжоу, которая была открыта в декабре 2009 года. Время, которое требуется поезду для безостановочного преодоления расстояния между конечными станциями линии, составляет 3 часа 58 минут, а средняя скорость — 329 км/ч.
По приблизительно параллельным трассам на небольших участках Пекин—Шанхайской высокоскоростной железной дороги проходят, но являются отдельными  междугородние линии Шанхай — Нанкин и Пекин — Тяньцзинь.

## Характеристики

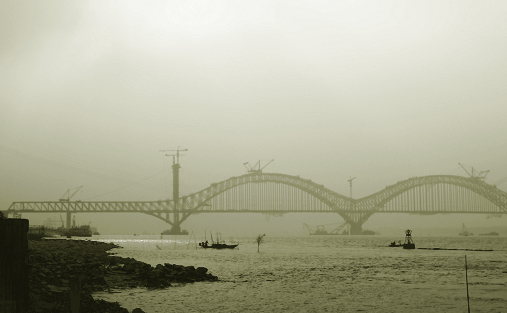
Железнодорожный мост через реку Янцзы (открыт в 2011 году).

Строительством линии занималась компания Beijing-Shanghai High-Speed Railway Co., Ltd. Стоимость проекта составила 220,94 млрд китайских юаней (примерно 33,29 млрд долларов США). Расчётный годовой объем пассажирских перевозок только в одном направлении составляет 80 млн человек, ежедневный пассажиропоток — 220 тыс. человек, что вдвое выше показателя старой обычной линии. В часы-пик отправление поездов возможно каждые три минуты. На линии сооружено 244 железнодорожных моста, в т.ч. 164-километровый виадук между городами Даньян и Куньшань (Даньян-Куньшаньский виадук), который стал самым длинным в мире. Также на линии построено 22 тоннеля общей длиной в 16,1 км. 1196 километров пути линии построено по безбалластной технологии.
Экономическая скорость поездов на линии составляет 350 км/ч, максимальная скорость — 380 км/ч. Средняя скорость между Пекином и Шанхаем составляет 330 км/ч и позволила сократить время в пути с десяти часов до четырёх. Система контроля движения поездов CTCS-3 осуществляет контроль за движением поездов на скорости 380 км/ч и интервалом движения в три минуты. На линии используются китайские поезда серии CRH-380A, составы состоят из 16 вагонов. Потребляемая мощность каждого состава составляет 16 МВт, максимальная вместимость каждого состава составляет 1050 пассажиров, то есть потребляемая энергия в расчете на одного пассажира составляет в среднем менее 80 киловатт-час.

## Старая линия
Старая обычная линия Пекин — Шанхай была сильно перегружена, показатель плотности движения поездов на данном маршруте в четыре раза превышал средний уровень в стране. Ввод в эксплуатацию новой линии позволил разгрузить пассажиропоток на данном маршруте и отделить грузовые перевозки от пассажирских. Именно из-за грузовых перевозок старая линия была подвержена перегрузкам, которые сдерживали экономическое развитие регионов, прилегающих к данной линии..